# Stora Sundsjöberget
Stora Sundsjöberget är ett naturreservat i Ljusdals kommun i Gävleborgs län.
Området är naturskyddat sedan 2001 och är 667 hektar stort. Reservatet ligger vid Stora Sundsjöberget i Orsa Finnmark och består av brandpräglad, naturskogsartad tallskog samt några myrar och småsjöar. 